# Piles
Piles è un comune spagnolo di 2 148 abitanti situato nella comunità autonoma Valenciana.